# Зосима Панопольський
Зосима Панопольський (дав.-гр. Ζώσιμος ὁ Πανοπολίτης) — гностик і алхімік III—IV сторіч.
Народився в верхньоєгипетському місті Панополіс (звідси і його прізвисько), жив в Александрії Єгипетській. За походженням був або єгиптянином, або єгипетським греком, або євреєм — про це, зокрема свідчить той факт, що добре орієнтувався в юдейській символіці.

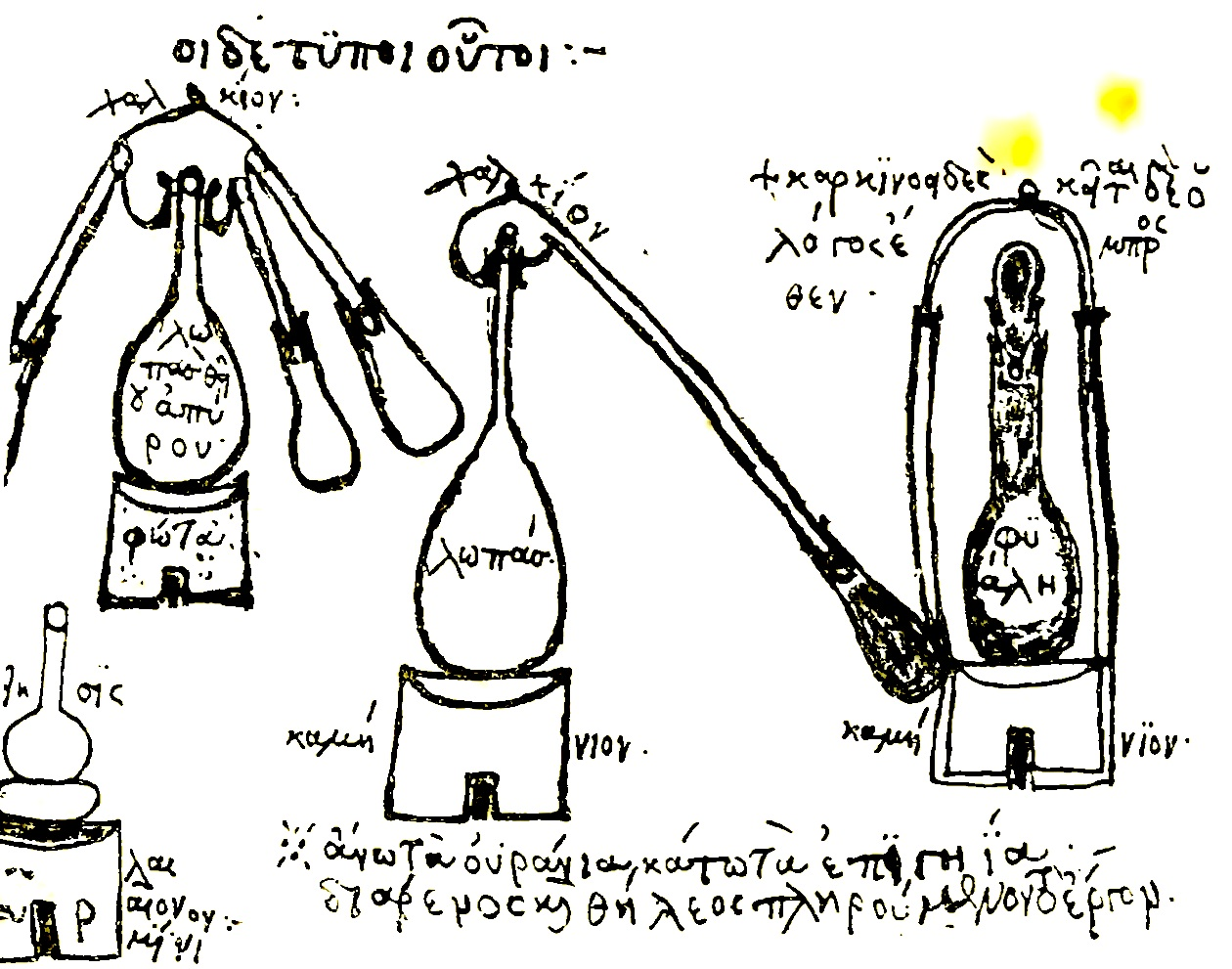
Малюнок перегінного кубу, який приписують Зосимі

Зосиму вважають автором найстаріших з відомих в історії алхімічних праць. Проте його твори не збереглися в цілісності, тому про їхній зміст можна лише здогадуватися із фрагментів, цитованих в грецьких, сирійських та арабських джерелах. Перу Зосими належала також енциклопедія з 28 книжок, присвячена його сестрі Теосебі.
Зосимі належить перший опис перегінного кубу — приладу для дистиляції. Сам він стверджував, що просто перемалював зображення устаткування, знайдене ним на стіні одного з старовинних храмів. Утім, цілком можливо, що таким чином він намагався додати авторитетності своєму повідомленню — адже жодних давньоєгипетських малюнків перегінного кубу не збереглося.